# Тамга (Приморский край)
Тамга́ — село в Лесозаводском городском округе Приморского края.

## География
Село Тамга стоит на правом берегу реки Тамга (правый приток Уссури).
Село Тамга расположено на автотрассе «Уссури», расстояние до Лесозаводска через Лесное (на юг по автодороге «Уссури») около 26 км.
На запад от села Тамга и от автотрассы «Уссури» идёт дорога к селу Филаретовка.

## История
Село основано летом 1900 года переселенцами с Украины.

## Население
| 1910 | 1915 | 2002 | 2007 | 2010 |
| ---- | ---- | ---- | ---- | ---- |
| 412  | ↗516 | ↘308 | ↘262 | ↘252 |

## Улицы
| - ул. Костина, - ул. Лесная, | - ул. Молодёжная, - ул. Школьная. |

## Экономика
Жители занимаются сельским хозяйством.

## Известные уроженцы
- Мартынюк, Николай Ильич (1934—2021) — советский военно-морской деятель, вице-адмирал.